# شهرستان جینژای
شهرستان جینژای (به لاتین: Jinzhai County) یک منطقهٔ مسکونی در چین است که در لوآن واقع شده‌است.